# ستيف أولين
ستيف أولين (بالإنجليزية: Steve Olin)‏ هو لاعب كرة قاعدة أمريكي، ولد في 4 أكتوبر 1965 في بورتلاند في الولايات المتحدة، وتوفي في 22 مارس 1993 في فلوريدا في الولايات المتحدة.

## وصلات خارجية
- ستيف أولين على موقعبيزبول رفرنس.كوم (الدوري الرئيسي) (الإنجليزية)
- ستيف أولين على موقع جمعية أبحاث البيسبول الأمريكية (الإنجليزية)
- ستيف أولين على موقع مشجعي الرسوم البيانية (الإنجليزية)